# Chloroclystis calida
Chloroclystis calida är en fjärilsart som beskrevs av Butler 1879. Chloroclystis calida ingår i släktet Chloroclystis och familjen mätare. Inga underarter finns listade i Catalogue of Life.